# Mesosemia
Mesosemia är ett släkte av fjärilar. Mesosemia ingår i familjen Riodinidae.

## Bildgalleri

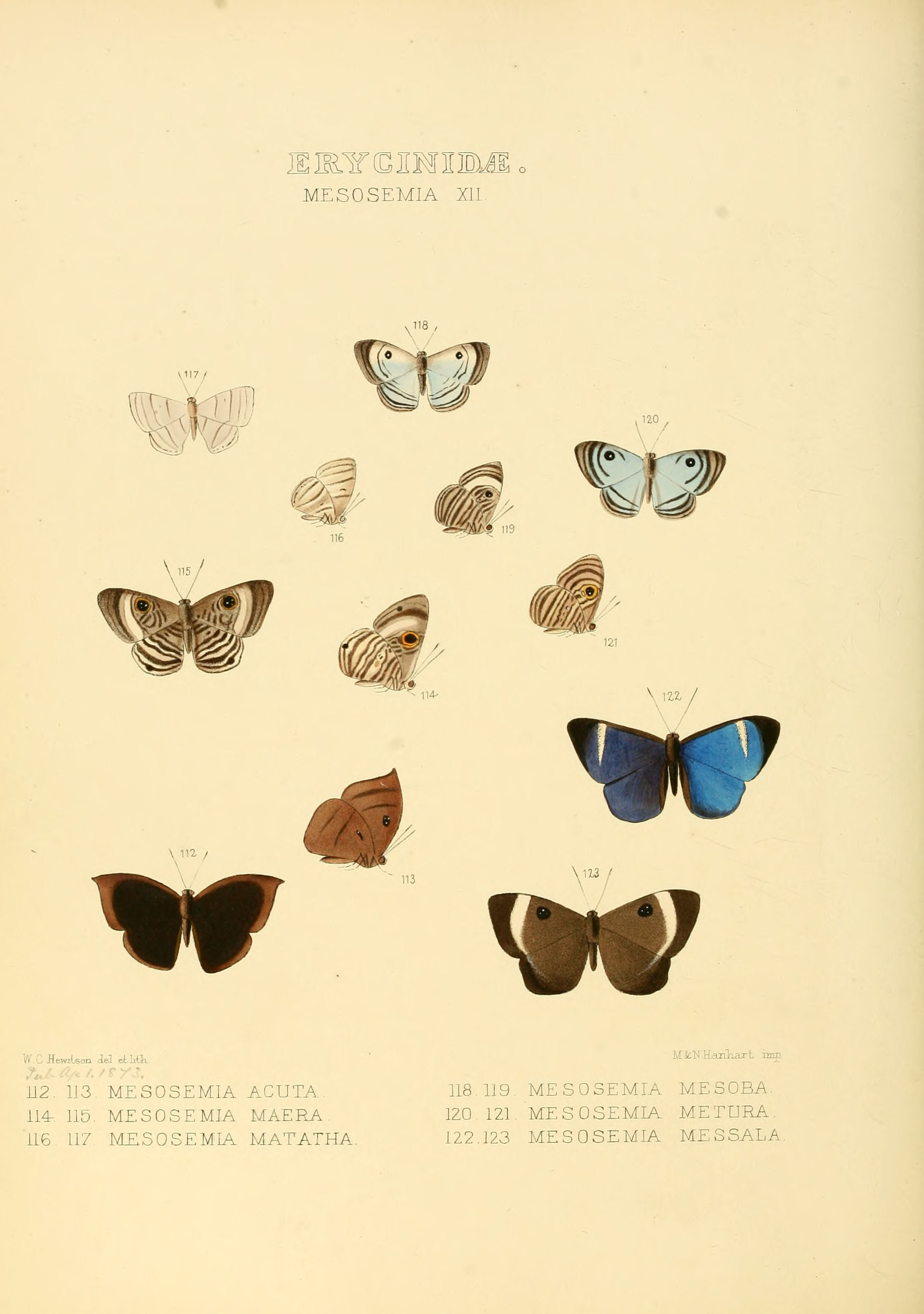
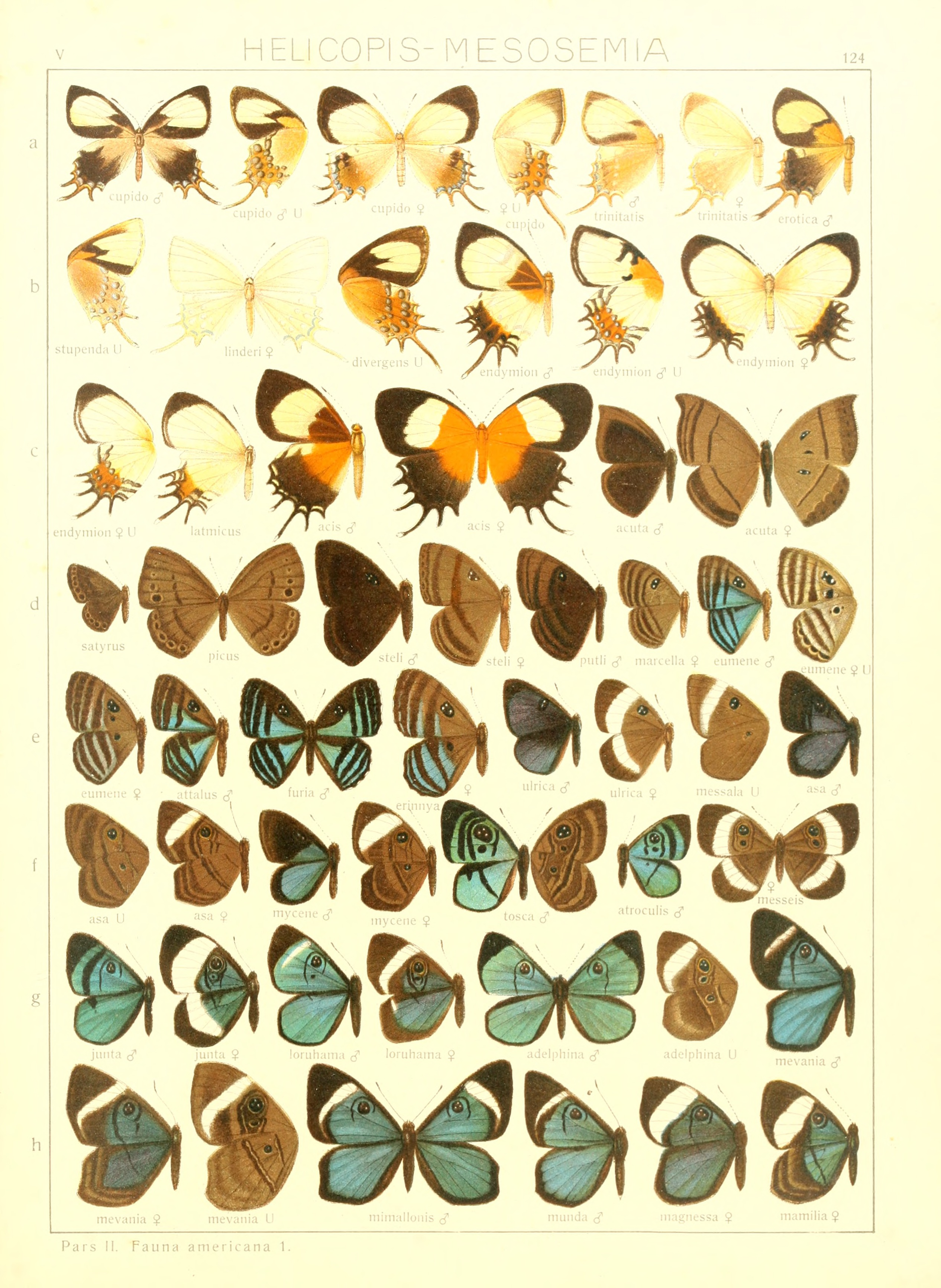
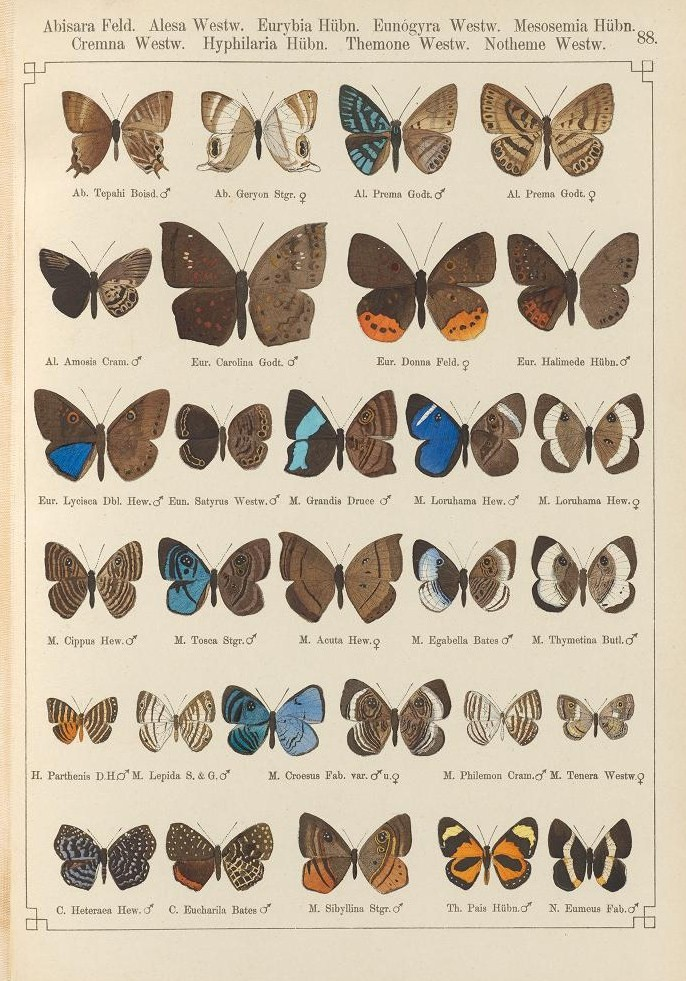
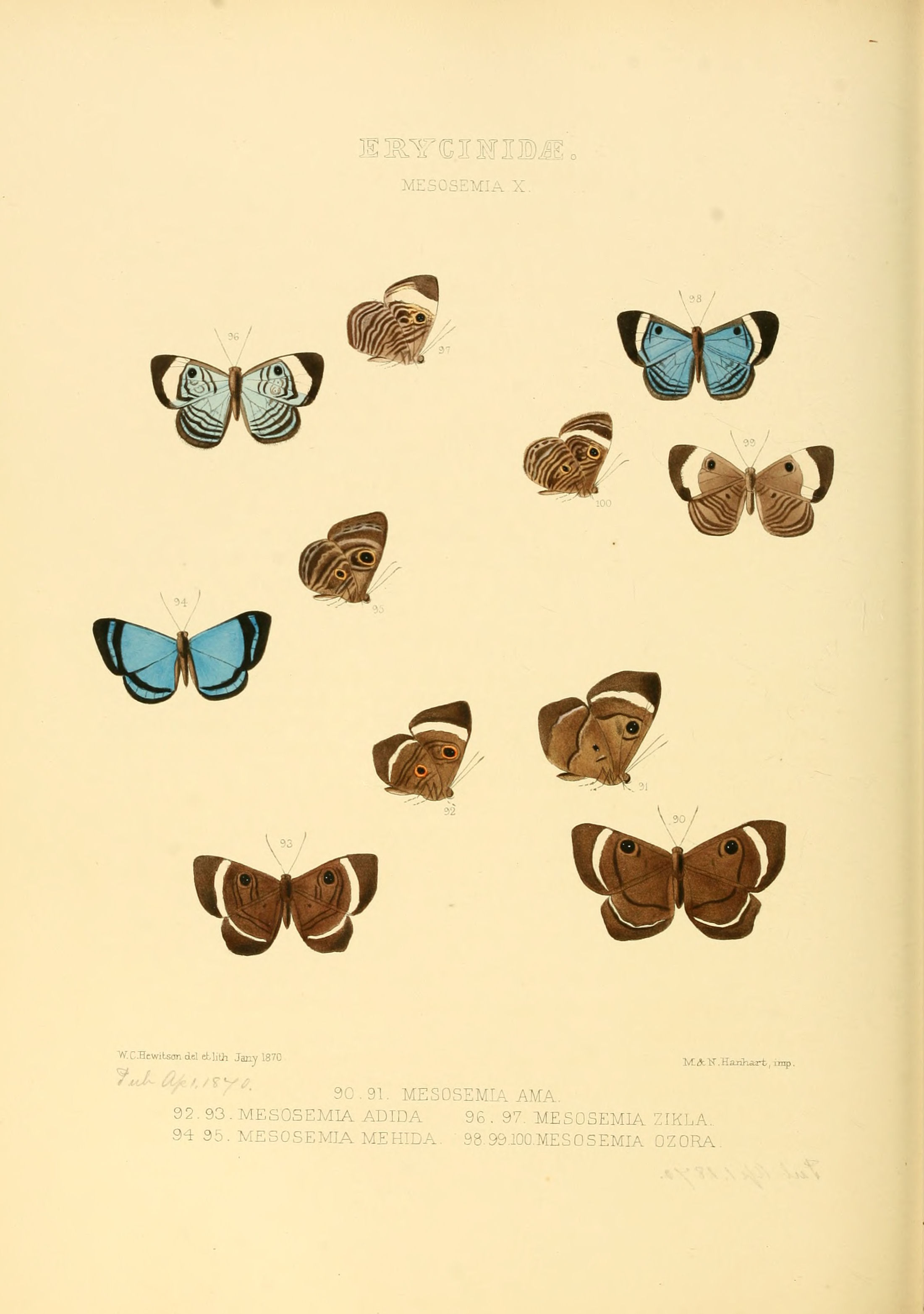
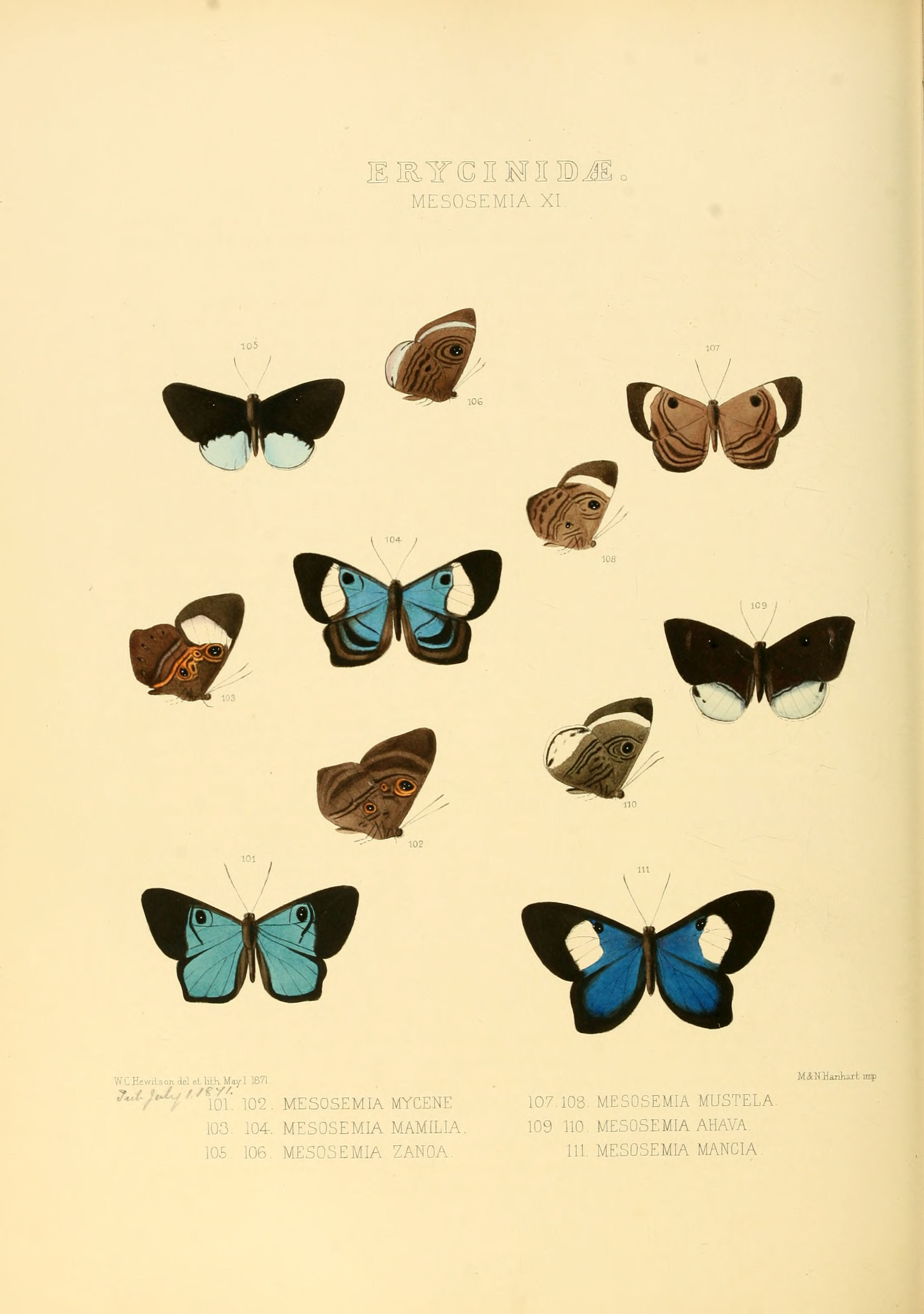
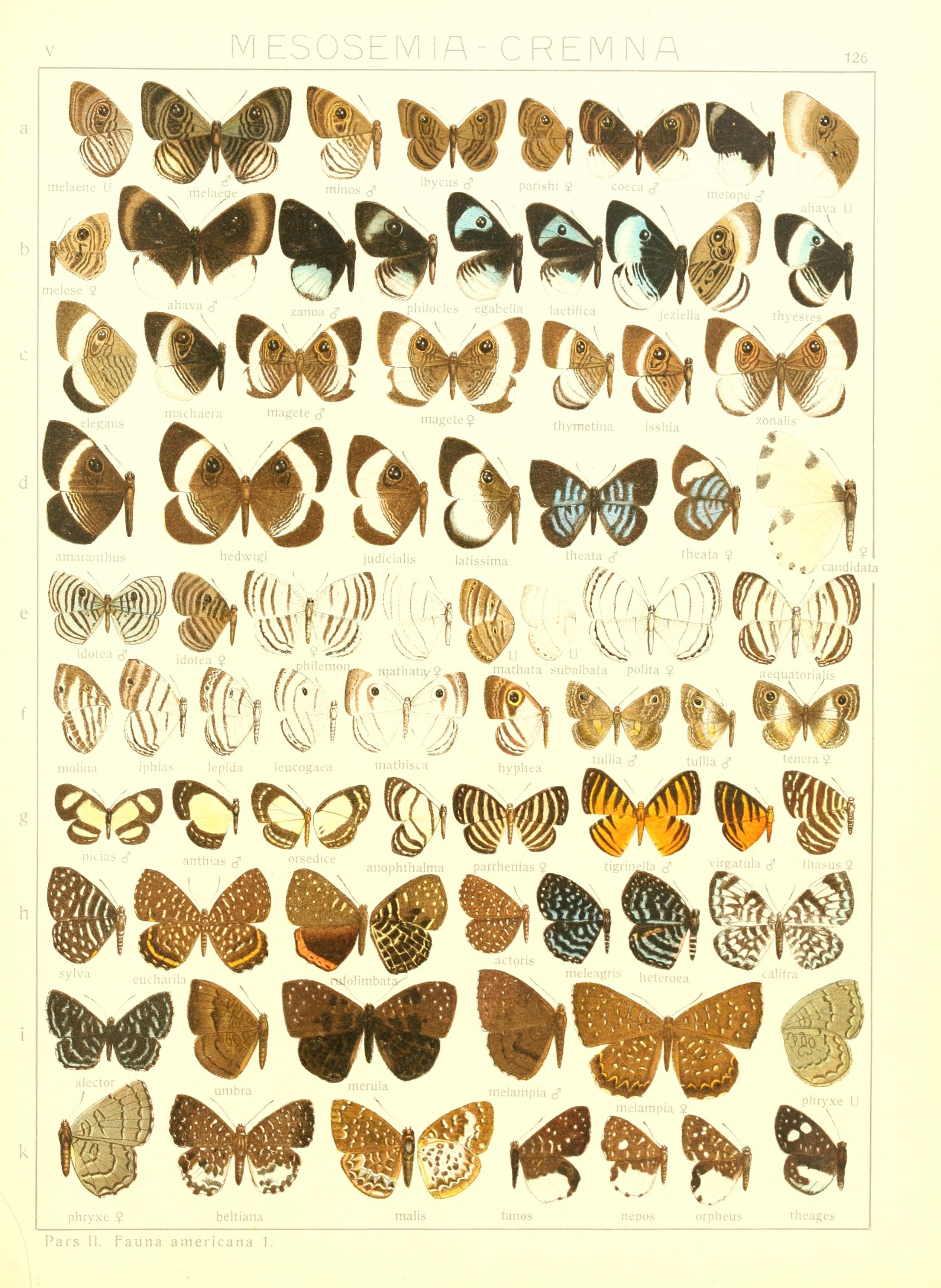

## Dottertaxa tillMesosemia, i alfabetisk ordning[1]
- Mesosemia acuta
- Mesosemia adelphina
- Mesosemia adida
- Mesosemia aesthetica
- Mesosemia aguilata
- Mesosemia ahava
- Mesosemia albata
- Mesosemia albipuncta
- Mesosemia ama
- Mesosemia amarantus
- Mesosemia amicula
- Mesosemia amona
- Mesosemia analoga
- Mesosemia anceps
- Mesosemia ancilla
- Mesosemia anica
- Mesosemia antaerice
- Mesosemia araeostyla
- Mesosemia asa
- Mesosemia asopis
- Mesosemia atroculis
- Mesosemia attalus
- Mesosemia attavus
- Mesosemia battis
- Mesosemia bella
- Mesosemia bersabana
- Mesosemia bettina
- Mesosemia bifasciata
- Mesosemia blandina
- Mesosemia cachiana
- Mesosemia calliops
- Mesosemia calypso
- Mesosemia candara
- Mesosemia carderi
- Mesosemia carissima
- Mesosemia cecropia
- Mesosemia chalybea
- Mesosemia chionodes
- Mesosemia cinerea
- Mesosemia cippus
- Mesosemia coea
- Mesosemia coelestis
- Mesosemia coenosa
- Mesosemia cyanira
- Mesosemia cymatodis
- Mesosemia cymotaxis
- Mesosemia dealbata
- Mesosemia decolorata
- Mesosemia destituta
- Mesosemia dryadella
- Mesosemia dulcis
- Mesosemia egabella
- Mesosemia elegans
- Mesosemia ephyne
- Mesosemia epidius
- Mesosemia erinnya
- Mesosemia esperanza
- Mesosemia eugenea
- Mesosemia eumene
- Mesosemia eurythmia
- Mesosemia evias
- Mesosemia fassli
- Mesosemia flavofasciata
- Mesosemia fluminensis
- Mesosemia formosa
- Mesosemia frequens
- Mesosemia friburgensis
- Mesosemia furia
- Mesosemia gaudiolum
- Mesosemia gertraudis
- Mesosemia gigantea
- Mesosemia glaucoma
- Mesosemia gonduta
- Mesosemia grandis
- Mesosemia halmus
- Mesosemia hedwigis
- Mesosemia hesperina
- Mesosemia hiphia
- Mesosemia hypermegala
- Mesosemia ibycus
- Mesosemia impedita
- Mesosemia inconspicua
- Mesosemia iphigenia
- Mesosemia iphinoe
- Mesosemia isis
- Mesosemia isshia
- Mesosemia jeziela
- Mesosemia jucunda
- Mesosemia judicialis
- Mesosemia junta
- Mesosemia lacernata
- Mesosemia laetifica
- Mesosemia lamachus
- Mesosemia lamprosa
- Mesosemia lapillus
- Mesosemia latissima
- Mesosemia latizonata
- Mesosemia lato
- Mesosemia levis
- Mesosemia limbata
- Mesosemia loruhama
- Mesosemia luperca
- Mesosemia lycorias
- Mesosemia macella
- Mesosemia machaera
- Mesosemia macrina
- Mesosemia maeotis
- Mesosemia maera
- Mesosemia maesta
- Mesosemia magete
- Mesosemia magnessa
- Mesosemia mamilia
- Mesosemia mancia
- Mesosemia martha
- Mesosemia materna
- Mesosemia mathania
- Mesosemia mayi
- Mesosemia meeda
- Mesosemia mehida
- Mesosemia melaena
- Mesosemia melaene
- Mesosemia melese
- Mesosemia meletia
- Mesosemia melpia
- Mesosemia menippus
- Mesosemia mennonia
- Mesosemia menoetes
- Mesosemia mesoba
- Mesosemia messala
- Mesosemia messeis
- Mesosemia methion
- Mesosemia metope
- Mesosemia metuana
- Mesosemia metura
- Mesosemia mevania
- Mesosemia mimallonis
- Mesosemia minima
- Mesosemia minos
- Mesosemia misipsa
- Mesosemia modica
- Mesosemia modulata
- Mesosemia moesia
- Mesosemia monaeses
- Mesosemia mosera
- Mesosemia munda
- Mesosemia mustela
- Mesosemia mycene
- Mesosemia myonia
- Mesosemia myrmecias
- Mesosemia naiadella
- Mesosemia nerine
- Mesosemia nesti
- Mesosemia nina
- Mesosemia nitida
- Mesosemia nora
- Mesosemia nyctea
- Mesosemia nympharena
- Mesosemia odice
- Mesosemia olivencia
- Mesosemia orbona
- Mesosemia oreas
- Mesosemia orthia
- Mesosemia osinia
- Mesosemia ozora
- Mesosemia pacifica
- Mesosemia paetula
- Mesosemia palatua
- Mesosemia parishi
- Mesosemia patruelis
- Mesosemia phace
- Mesosemia phelina
- Mesosemia philocles
- Mesosemia pinguilenta
- Mesosemia polyglauca
- Mesosemia praeculta
- Mesosemia presbo
- Mesosemia pruinosa
- Mesosemia putli
- Mesosemia pythonica
- Mesosemia reba
- Mesosemia renatus
- Mesosemia rhodia
- Mesosemia rosina
- Mesosemia rubeola
- Mesosemia sabina
- Mesosemia salesiana
- Mesosemia scotina
- Mesosemia serenata
- Mesosemia sibyllina
- Mesosemia sidonia
- Mesosemia sifia
- Mesosemia signata
- Mesosemia simulans
- Mesosemia sirenia
- Mesosemia steli
- Mesosemia subtilis
- Mesosemia suspiciosa
- Mesosemia sylvia
- Mesosemia sylvina
- Mesosemia synnephis
- Mesosemia syntrepha
- Mesosemia taparcha
- Mesosemia tenebricosa
- Mesosemia tenuivittata
- Mesosemia testis
- Mesosemia tetrica
- Mesosemia tetrophthalma
- Mesosemia thera
- Mesosemia thetys
- Mesosemia thyas
- Mesosemia thyene
- Mesosemia thyestes
- Mesosemia thymetina
- Mesosemia thymetus
- Mesosemia tisis
- Mesosemia titea
- Mesosemia toparcha
- Mesosemia tosca
- Mesosemia traga
- Mesosemia ulrica
- Mesosemia ulricella
- Mesosemia ultio
- Mesosemia umbria
- Mesosemia umbrosa
- Mesosemia ungulata
- Mesosemia wanda
- Mesosemia vaporosa
- Mesosemia veleda
- Mesosemia veneris
- Mesosemia vicina
- Mesosemia visenda
- Mesosemia yaporogosa
- Mesosemia zanoa
- Mesosemia zikla
- Mesosemia zonalis
- Mesosemia zorea